# 15 ذو القعدة
- السبت
- الأحد
- الاثنين
- الثلاثاء
- الأربعاء
- الخميس
- الجمعة

- 2826 أبريل 2025
- 2927 أبريل 2025
- 3028 أبريل 2025
- 129 أبريل 2025
- 230 أبريل 2025
- 31 مايو 2025
- 42 مايو 2025
- 53 مايو 2025
- 64 مايو 2025
- 75 مايو 2025
- 86 مايو 2025
- 97 مايو 2025
- 108 مايو 2025
- 119 مايو 2025
- 1210 مايو 2025
- 1311 مايو 2025
- 1412 مايو 2025
- 1513 مايو 2025
- 1614 مايو 2025
- 1715 مايو 2025
- 1816 مايو 2025
- 1917 مايو 2025
- 2018 مايو 2025
- 2119 مايو 2025
- 2220 مايو 2025
- 2321 مايو 2025
- 2422 مايو 2025
- 2523 مايو 2025
- 2624 مايو 2025
- 2725 مايو 2025
- 2826 مايو 2025
- 2927 مايو 2025
- 128 مايو 2025
- 229 مايو 2025
- 330 مايو 2025

15 ذو القعدة أو 15 ذو القعدة الحرام أو يوم 15 \ 11 (اليوم الخامس عشر من الشهر الحادي عشر) هو اليوم العاشر بعد الثلاثمائة (310) من أيَّام السنة (أو الحادي عشر بعد الثلاثمائة لو كان شهر رمضان مُتممًا لليوم الثلاثين أو الثاني عشر بعد الثلاثمائة لو أتم كلًا من صفر وربيع الآخر وجمادى الآخرة وشعبان ورمضان ثلاثين يومًا) وفق التقويم الهجري القمري (العربي). يبقى بعده 44 أو 45 يومًا لانتهاء السنة.

## أحداث
- 12 هـ - نشوب معركة الفراض بين المسلمين وحلف من الفرس والروم وقبائل نصارى العرب مثل آياد وتغلب والنمر وبكر وتنوخ، وقد انتصر المسلمون في هذه المعركة وبلغ عدد قتلى الطرف الآخر مائة ألف، وكانت هذه المعركة الكبيرة أعظم وآخر معارك خالد بن الوليد بالعراق، لأنه سينتقل إلى الجهاد على الجبهة الشامية.
- 463 هـ - المسلمون بقيادة السلطان ألب أرسلان بن داود السلجوقي ينتصرون على جيش الروم بقيادة الإمبراطور أرمانوس الرابع بمعركة ملاذكرد في أرمينية، وأُسر الإمبراطور أرمانوس مع آلاف كثيرة من عساكره. وكان ذلك من أعظم ما نزل بالإمبراطورية الرومانية الشرقية، ومهَّد لقيام مملكة إسلامية في قلب آسيا الصغرى.
- 530 هـ - الملك مسعود السلجوقي يأمر في اليوم الثاني لدخوله إلى بغداد بإحضار الشهود عند القضاة، فشهدوا على الخليفة منصور الراشد بالله الذي فرّ إلى الموصل بأنه فعل الأفعال المحرمة، وأحدث في الإسلام ما لا يجوز له أن يحدثه، فحكم قاضي قضاة المالكية ـ وهو ابن الكرخي ـ بخلعه، فخلع وبويع بدلًا منه عمه محمد المقتفي لأمر الله.
- 689 هـ - ولاية الأشرف صلاح الدين خليل بن قلاوون الحكم في الدولة المملوكية خلفا لأبيه السلطان المنصور قلاوون. ويذكر له التاريخ أنه هو الذي وضع خاتمة الحروب الصليبية التي استمرت قرنين من الزمان بفتحه مدينة عكا آخر معقل الصليبيين في الشام.
- 1032 هـ - تولي السلطان العثماني مراد الرابع بن السلطان أحمد الأول سلطنة الدولة العثمانية، وهو الخليفة السابع عشر في سلسلة خلفاء الدولة العثمانية، وفي فترة خلافته أعاد للدولة العثمانية هيبتها، وفرض الأمن في ربوع البلاد.
- 1355 هـ - السلطات الفرنسية في الجزائر تحل حزب نجم شمال إفريقيا الذي يتزعمه مصالي الحاج.
- 1391 هـ - بداية الوحدة الرسمية بين مصر وليبيا.
- 1406 هـ - رئيس وزراء إسرائيل شمعون بيريز يقوم بأول زيارة علنيه له إلى المغرب.
- 1411 هـ - انتهاء الحرب الأهلية الإثيوبية بالإتفاق على استقلال إريتيريا من إثيوبيا.
- 1425 هـ - زلزال في المحيط الهندي يؤدي إلى نشوء تسونامي أدى إلى مقتل 229866 شخصًا في ماليزيا وإندونيسيا والهند وتايلاند وبنغلاديش.
- 1428 هـ - رئيس الجمهورية اللبنانية المنتهية ولايته إميل لحود يغادر قصر بعبدا بحفل وداعي رسمي في أول دقائق اليوم شارك فيه الحرس الجمهوري وموظفو القصر ويقول أن ضميره مرتاح.
- 1429 هـ - إطلاق سراح الرئيس الموريتاني المخلوع سيدي محمد ولد الشيخ عبد الله مع وضعه تحت الإقامة الجبرية في مسقط رأسه والسماح له بمقابله من يريد.
- 1430 هـ - لجنة الانتخابات المستقلة في أفغانستان تعلن فوز الرئيس المنتهية ولايته حامد قرضاي بفترة رئاسية ثانية وذلك بعد إلغاء جولة الإعادة في الانتخابات الرئاسية بسبب انسحاب منافسه الوحيد عبد الله عبد الله.
- 1435 هـ -
  - تظاهرات لحركة ضنك في عدد من المدن المصرية احتجاجا على سؤ الأحوال المعيشية، وإلقاء القبض على 60 من أعضائها.
  - مقتل 9 متظاهرين في احتجاجات لجماعة الحوثيين في العاصمة اليمنية صنعاء.
- 1436 هـ - متظاهرو حملة طلعت ريحتكم يمهلون الحكومة اللبنانية 72 ساعة لتحقيق مطالبهم.
- 1439 هـ -
  - زلزال بقوة 6.4 يضرب جزيرة لومبوك الإندونيسية تاركاً وراءه 16 قتيلاً وأضراراً بالممتلكات.
  - الإفراج عن الطفلة الفلسطينية عهد التميمي من السجون الإسرائيلية، بعد 8 شهور من اعتقالها بتهمة «إعاقة عمل جندي إسرائيلي، وإهانته».
- 1444 هـ - مقتل شرطي مصري وثلاثة جنود إسرائيليين وإصابة إسرائيلي رابع في حادث إطلاق نار على الحدود، وتضارب حول ملابسات الحادث.
- 1446 هـ - الرئيس الأمريكي دونالد ترمب يُعلن في منتدى الاستثمار السعودي الأمريكي في الرياض رفع جميع العقوبات عن سوريا بعد سقوط نظام الأسد.

## مواليد
- 336 هـ - سابور بن أردشير البويهي، وزير بويهي.
- 391 هـ - عبد الله القائم بأمر الله، الخليفة السادس والعشرون من خلفاء بني العباس.
- 1028 هـ - أورنكزيب عالمكير، سادس سلاطين مغول الهند.
- 1338 هـ - فريد شوقي، ممثل مصري.
- 1346 هـ - محمد حسني مبارك، رئيس جمهورية مصر العربية.
- 1355 هـ - خالد النفيسي، ممثل كويتي.
- 1356 هـ - رجاء الجداوي، ممثلة مصرية.
- 1373 هـ - طارق ذياب، لاعب كرة قدم ووزير تونسي.
- 1376 هـ - جمال الغندور، حكم كرة قدم مصري.
- 1387 هـ - أحلام، مغنية إماراتية.
- 1404 هـ - أسماء سيف، مذيعة عُمانية تعيش في الكويت.
- 1407 هـ - هبة نور، ممثلة سورية.

## وفيات
- 387 هـ - ابن سمعون، عالم رياضي وفلكي مسلم.
- 402 هـ - ابن فطيس، عالم مسلم وقاضي أندلسي.
- 922 هـ - عائشة الباعونية، شاعرة ومتصوفة وحافظة دمشقية.
- 658 هـ - سيف الدين قطز، هازم المغول ورابع سلاطين المماليك.
- 1306 هـ - مرتضى قلي خان، فقيه مسلم وكاتب وشاعر إيراني.
- 1349 هـ - ناجي خميس الحلي، شاعر عراقي.
- 1353 هـ - محمود غني زادة، صحفي، محامي وشاعر إيراني.
- 1371 هـ - راضي آل ياسين، فقيه مسلم عراقي.
- 1397 هـ - عبد الحليم محمود، شيخ الأزهر.
- 1415 هـ - فردوس حسن، ممثلة مصرية.
- 1433 هـ - أحمد خليل عبد الجبار، دبلوماسي‌ وشاعر سعودي.
- 1441 هـ - محمد العصار، عسكري وسياسي مصري.

## وصلات خارجية
- موقع قصة الإسلام: حدث في شهر ذو القعدة.